# Haemophilus ducreyi
Haemophilus ducreyi (лат.) — вид грамотрицательных бактерий рода гемофил (Haemophilus), вызывающая венерическое заболевание — мягкий шанкр, широко распространённое в развивающихся странах всего мира. Заболевание начинается с прыщеобразных образований на половых органах, которые с течением времени превращаются в язвы с гнойным налётом и неровными краями.

## Биологические свойства

### Морфология
Мелкая (1,2—1,5 × 0,5 мкм) палочковидная бактерия с закруглёнными краями. В мазках из тканей и жидких культур часто образуют характерные цепочки клеток (стрептобациллы). Неподвижна, образует капсулу.

### Культуральные свойства
Хемоорганогетеротроф, факультативный анаэроб. Не растёт на простых питательных средах, для культивации организма применяют среды с кровью (кровяной агар, шоколадный агар), необходимым фактором для роста на искусственных питательных средах является фактор X. На агаризованных питательных средах образует мелкие, плоские полупрозрачные (изредка прозрачные) серо-жёлтые колонии. В аэробных условиях отмечен большой уровень полиморфизма формы колоний, чистая культура может выглядеть как смешанная

### Геном
Геном Haemophilus ducreyi штамма 35000HP представлен кольцевой двуцепочечной молекулой ДНК размером 1698955 п.н. и содержит 1838 гена, из которых 1717 кодируют белки, процент % Г+Ц пар составляет 84%. У Haemophilus ducreyi штамма ATCC 27722 имеется плазмида pNAD1, представляющая собой кольцевую двуцепочечную молекулу ДНК размером 5568 п.н, содержит 10 генов, из которых 8 кодируют белки, плазмида ответственна за независимость от НАД.